# Muttis Liebling
Muttis Liebling ist ein österreichischer Fernsehfilm aus dem Jahr 2007 von Regisseur Xaver Schwarzenberger nach einem Drehbuch von Ulli Schwarzenberger mit Monica Bleibtreu, Gregor Bloéb, Friedrich von Thun, Ulrike Beimpold und Marie Bäumer.

## Handlung
Maria und Josef Schröder stehen kurz vor dem 40. Hochzeitstag, deren 38-jähriger Sohn Wolfgang „Wolferl“ Schröder ist „Muttis Liebling“. Das Muttersöhnchen, das noch bei seinen Eltern wohnt, mit seiner Modelleisenbahn spielt und sich von Mutti bekochen lässt, arbeitet als Angestellter in einer Bank. Die Eltern selbst haben sich nur noch wenig zu sagen, Josef hat mit Sylvi ein Affäre.
Nachdem Wolfgang eines Tages von seinen zwei Arbeitskolleginnen einen Gutschein für eine kosmetische Beratung bekommt, mit der Empfehlung, etwas für sich zu tun, lernt er die Kosmetikerin Eva Krupke aus Sachsen kennen. Eva macht aus Wolfgang nicht nur äußerlich einen richtigen Mann. Aus dem Mauerblümchen mit Krankenkassenbrille und Scheitelfrisur wird ein attraktiver Junggeselle. Von der Verwandlung ist neben seinen beiden Arbeitskolleginnen auch Wolfgangs Schwester Nannerl begeistert, die mit Adam verheiratet und Mutter der Zwillinge Dean und Martin ist.
Mutter Maria dagegen ist entsetzt, als sich zwischen Wolfgang und Eva eine Beziehung entwickelt, Wolfgang daheim seine Sachen packt und zu seiner Liebe Eva zieht. Bei der Feier zum 40. Hochzeitstag von Josef und Maria lernt Maria Eva kennen. Während Eva von der restlichen Familie herzlich aufgenommen wird, steht Maria ihr feindselig gegenüber. Zu späterer Stunde lässt sich Josef von seiner Geliebten abholen, die mittlerweile betrunkene Maria bricht zusammen.
Als sie wieder aufwacht, bleibt ihr Sohn treu an ihrer Seite. Eva ist enttäuscht, weil er sie nunmehr ignoriert und sie ihm eigentlich sagen wollte, dass sie schwanger ist. Stattdessen gesteht sie es Nannerl, mit der Bitte, es ihrem Bruder nicht zu sagen.
Maria erhält einen Brief, über den sie informiert wird, dass Josef die Scheidung eingereicht hat. Maria droht mit Suizid, sollte Wolfgang sie ebenfalls verlassen. Wolfgang erfährt erst einige Zeit später von seinem Vater von Evas Schwangerschaft. Obwohl Maria wieder droht, verlässt Wolfgang daraufhin seine Mutter, die sich vom Balkon stürzt. Sie wird ins Krankenhaus eingeliefert, dort werden aber nur ein paar Prellungen diagnostiziert. Eva und Wolfgang werden schließlich Eltern und führen eine glückliche Beziehung.

## Produktion und Hintergrund
Die Dreharbeiten fanden vom 2. Mai bis zum 15. Juni 2006 in Wien und Niederösterreich statt. Produziert wurde der Film von der Wiener Teamfilm Produktion (Produzent Wulf Flemming), beteiligt waren der Österreichische und der Bayerische Rundfunk.
Die Kamera führte Xaver Schwarzenberger, die Montage verantwortete Helga Borsche. Das Kostümbild gestaltete Heidi Melinc, das Szenenbild Egon Strasser, den Ton Roman Schwartz und Marcel Spisak und die Maske Christine Krebs. Die Musik wurde von Peter Ponger und Band gespielt, an der Gitarre war Peter Paul Skrepek.
Mit Hauptdarsteller Gregor Bloéb arbeitete Regisseur Xaver Schwarzenberger unter anderem zuvor für Single Bells (1997), O Palmenbaum (2000) und Andreas Hofer – Die Freiheit des Adlers (2002) zusammen.

## Veröffentlichung
ORF-Erstausstrahlung der Filmkomödie war am 2. Mai 2007, im Ersten wurde der Film am 25. Juli 2007 erstmals gezeigt.
Am 21. November 2007 lief der Film beim Fernsehfilm-Festival Baden-Baden im Wettbewerb.

## Rezeption
prisma.de bezeichnete den Film als pfiffige schwarze Komödie mit starken Darstellern um überzogene Mutterliebe. Besonders überzeugend seien Monica Bleibtreu und Gregor Bloéb. Rainer Tittelbach bewertete den Film auf tittelbach.tv mit 4,5 von 6 Sternen und urteilte: „Bitterböse, glänzend gespielte Beziehungskomödie Marke Ulli und Xaver Schwarzenberger“.
tvspielfilm.de bezeichnete den Film als „überspitzte G’schicht voller Schmankerl, die wie alle guten Komödien auch ein bisschen gruselt“. Die Schauspieler seien eine Wonne. Filmdienst.de dagegen schrieb, dass die Fernsehkomödie das durchaus ernste Thema der mangelnden Abnabelung mit einigen Turbulenzen, aber nicht sonderlich viel Tiefgang behandle. Erst in dieser zweiten Hälfte finde der Film zu einer gewissen Form und Stringenz.